# Гоце Делчев (стадіон)
«Гоце Делчев» (мак. Стадион Гоце Делчев) — футбольний стадіон у мікрорайоні Мацари (район Гази-Баба) в місті Скоп'є, Північна Македонія. Названий на честь болгарського та македонського революціонера Гоце Делчева. Вміщує 15 000 глядачів (7000 сидячих місць, включно з VIP-ложою та місць для ЗМІ на 400 осіб). Використовується переважно для проведення футбольних матчів, домашня футбольна арена  клубів «Побєда» та «11 Октомврі». Також використовується як запасна арена для національної збірної Північної Македонії.

## Історія
У сезоні 2015/16 років, під час виступів у Першій лізі, ФК «Младост» з Царев Двора використовував стадіон для проведення домашніх матчів. 
У грудні 2016 року розпочався ремонт стадіону, який повинен був отримати новий зовнішній вигляд та нові офісні приміщення.
На стадіоні проходили фінальні поєдинки наступних турнірів:
- Кубок Македонії з футболу 1999/00
- Кубок Македонії з футболу 2010/11

### Матчі національної збірної
| Дата                      | Змагання                  | Суперник                  | Рахунок                   | Гляд.                     | Пос                       |
| Македонія (1996–теп. час) | Македонія (1996–теп. час) | Македонія (1996–теп. час) | Македонія (1996–теп. час) | Македонія (1996–теп. час) | Македонія (1996–теп. час) |
| ------------------------- | ------------------------- | ------------------------- | ------------------------- | ------------------------- | ------------------------- |
| 27 березня 1996           | Товариський матч          | Мальта                    | 1–0                       | 3,000                     |                           |
| 26 квітня 2000            | Товариський матч          | Албанія                   | 1–0                       | 3,000                     |                           |
| 17 квітня 2002            | Товариський матч          | Фінляндія                 | 1–0                       | 5,000                     |                           |
| 20 серпня 2003            | Товариський матч          | Албанія                   | 3–1                       | 3,000                     |                           |
| 15 листопада 2011         | Товариський матч          | Албанія                   | 0–0                       | 4,500                     |                           |